# محمد الدغباجي
محمد الدغباجي أو محمد بن صالح الزغباني الخريجي وكنيته الدغباجي (1885-1924) مناضل تونسي، آمن بالنضال المشترك في الدول الإسلامية. تزعم العديد من التنظيمات الجهادية التي قاومت الاستعمار الفرنسي والإيطالي. مثل بين 1918 و1924 أسطورة حية في البلاد التونسية بعد عمليات عسكرية ناجحة ضد المستعمرين، وفي مايو 1922 قبض عليه في ليبيا من طرف الجيش الإيطالي وسلم إلى القوات المحتلة الفرنسية وحكم عليه بالاعدام في 27 أفريل 1921. وتم تنفيذ الحكم في 1 مارس 1924 في الحامة أمام أعين أهله.

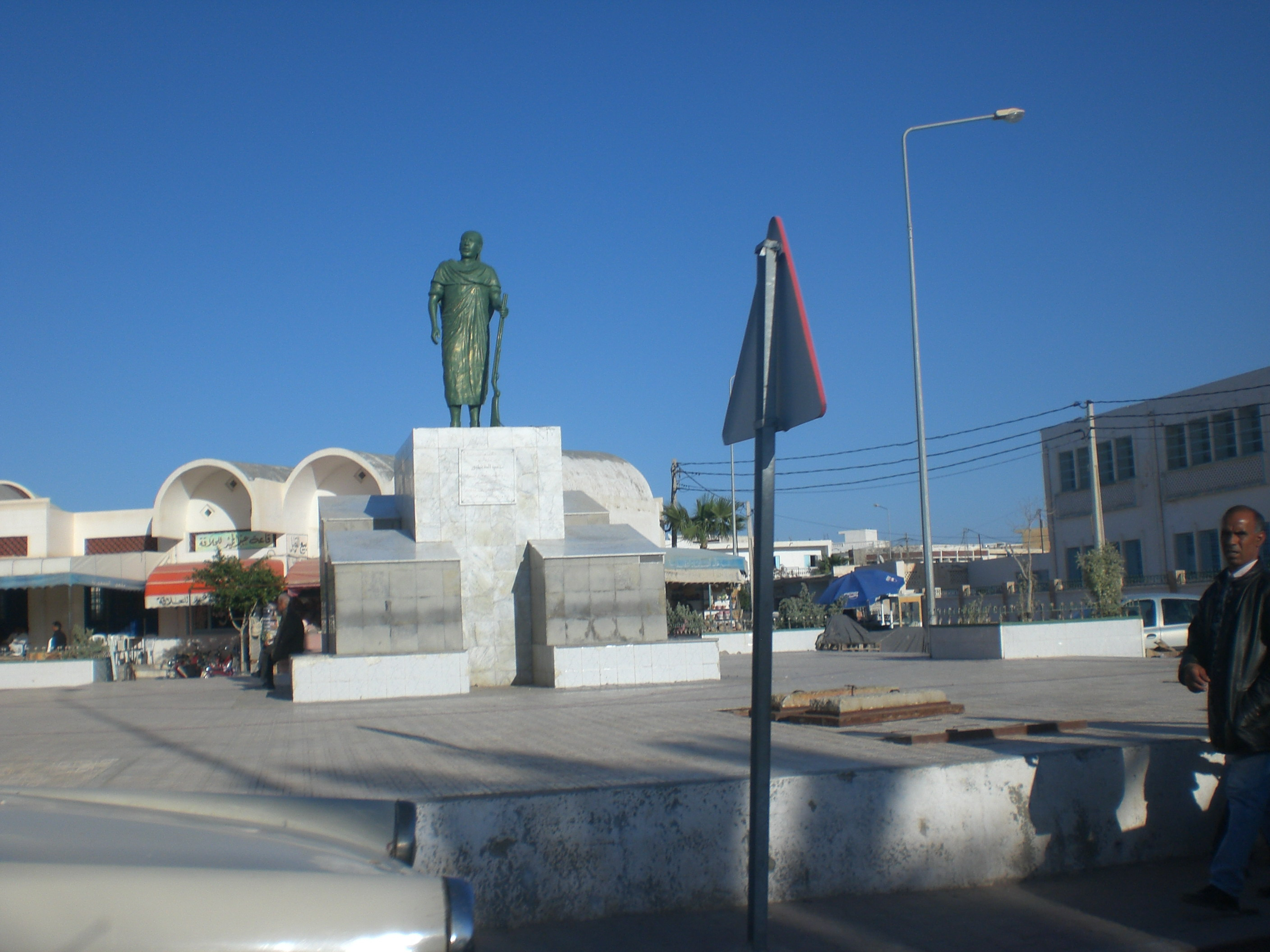
تمثال محمد الدغباجي بالساحة التي تحمل اسمه بالحامة

## مولده ونشأته
ولد الثائر التونسي الشهير وبطل الجنوب محمد الدغباجي عام 1885. كان قد مر وقتها سنوات قليلة فقط على دخول الاستعمار المباشر البلاد التونسية. ولد في مدينة الحامة من ولاية قابس، واستقر ذكره بالوجدان الشعبي فغناه، وخلد وقائع كفاحه، ثم لما مات بكاه ورثاه.
كان الدغباجي منذ الصغر يستشعر حقدا خاصا ضدّ الدخيل الجاثم على بلاده، شأنه شأن الكثيرين من أبناء الجنوب، وسائر أبناء تونس، الذين أبو دوما أن يرضخوا للحكم المركزي المجسّم في المظالم، فرفضوا التجنيد في الجيش المستعمر، وثاروا وتمردوا. لم يكن الدغباجي مخططا سياسيا ولا منظرا أو مستهديا بنظرية ثورية، يحسب للمعارك كل حسابها. كان ثائرا ومثالا للفدائي الذائد عن العزّة والكرامة.

## نسبه
هو محمد بن صالح الزغباني الخريجي من بني يزيد، أما الدغباجي فهي كنية خاصة به لا بأسرته.

## إنضمامه للجهاد في ليبيا
لمّا بلغ الثانية والعشرين من عمره أجبرته الحاجة والحرمان على قبول التجنيد، وذلك سنة 1907 حتى 1913. في تلك الفترة كانت تصل الجنوب أنباء انتصارات الأشقاء الليبيين على الطليان، فتثير الحمية، وتبعث النخوة، وتؤجج مشاعر التعلق بالكرامة. وبلغت أخبار المواقف البطولية لقادة المقاومة الطرابلسية مسامع الدغباجي، وخاصة منهم خليفة بن عسكر النالوتي. فتحركت فيه مشاعر الرجولة، وبدأ يفكر في الفرار من الجندية، في الوقت الذي كانت فيه فرنسا مشغولة بالحرب العالمية الأولى.
لم يتردد الدغباجي طويلا، إذ فر من المعسكر الفرنسي بذهيبة في تطاوين، والتحق بصفوف المقاومة مع خمسة من رفاقه. شارك في بداية نشاطه في مهاجمة الحصون الفرنسية بالحدود كجندي بسيط، لكنه اشتهر بإقدامه، وبحسن رمايته، فنال حظوة خاصة عند قائده النالوتي. بيد أن بطولاته لم تتأكد إلى بداية من سنة 1918.

## الجهاد ضد المستعمر الفرنسي

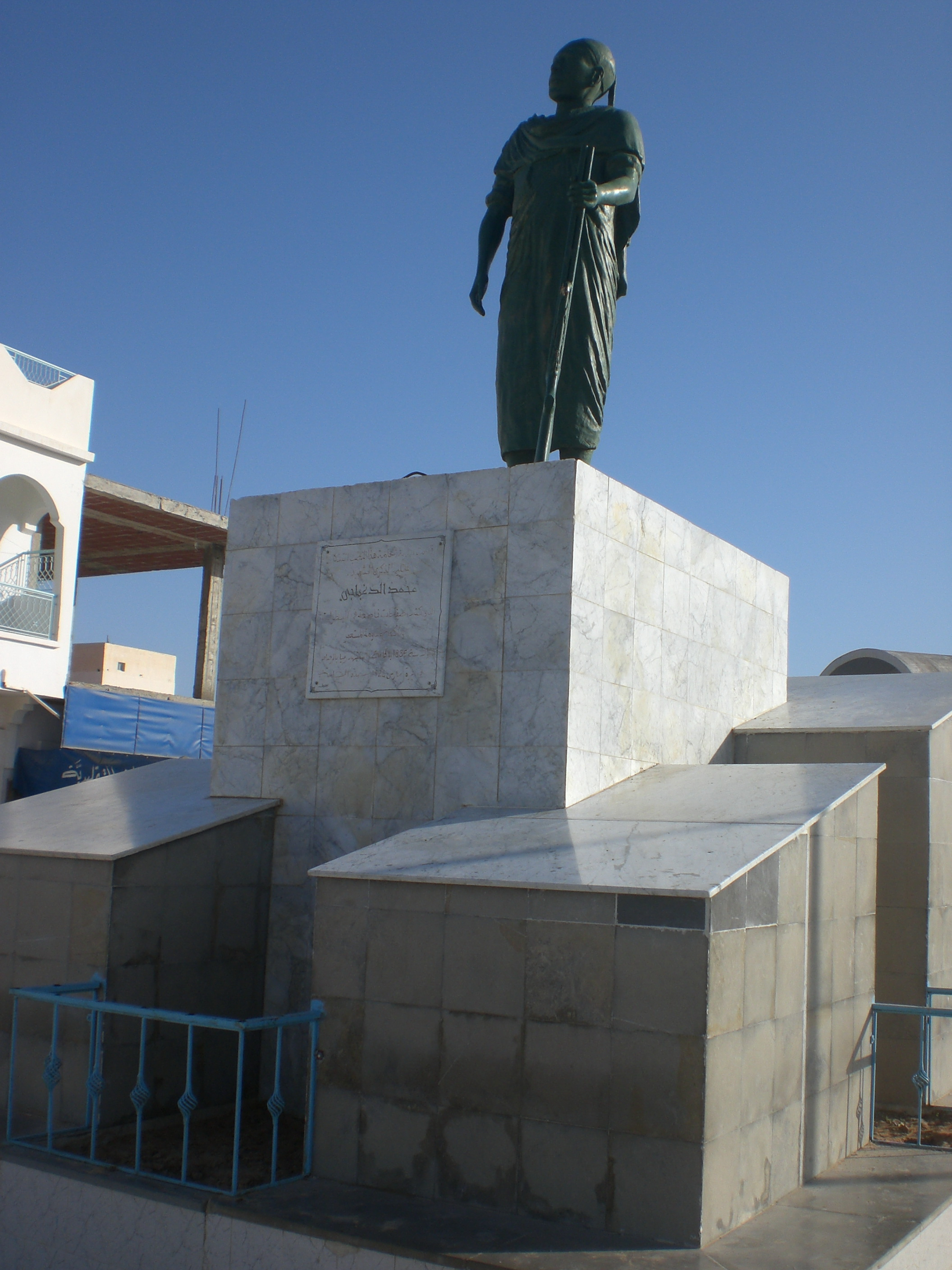
تمثال محمد الدغباجي بمسقط رأسه الحامة بالجنوب التونسي

صمّم الشاب الدغباجي على كيل الصاع صاعين للمستعمر الفرنسي، فكوّن مجموعة فدائية عادت خلسة عبر التراب الليبي. وتناه إلى مسامع الفرنسيين أخبار الدغباجي، فعزموا على مطاردته، والمطالبة برأسه، خاصة بعد حادثة «الزلوزة» في غرّة جانفي 1920، التي قتل فيها عدد من أعضاء الديوانة الفرنسيين.
وقد أشبع المستعمرون بني زيد وأهالي الدغباجي ألوانا من التنكيل الانتقامي، حيث عمدوا إلى ردم الآبار والمواجل لقطع الماء عن المقاومين، ونقلوا الأهالي مع حيواناتهم إلى الحامة. فوضعوا الرجال في السجون، والنساء في محتشد خاص. وأجبر السكان على حمل السلاح لمطاردة المقاومين، بقيادة العميل المسمى «عماربن عبد الله بن سعيد»، الذي وعدته السلطات الإستعمارية بمنصب خليفة الحامة.
وقد حاول هذ العميل إستدراج الدغباجي، ولكنه تفطن للمكيدة فبعث له رسالة بتاريخ في 16 فيفري 1920, يقول فيها «أنتم تطلبون منا الرجوع إلى ديارنا لكن ألسنا في دريارنا؟ إنه لم يطردنا منها أحد، فحركتنا تمتد من فاس إلى مصراتة، وليس هناك أحد يستطيع إيقافنا.. ونقسم على أننا لو لم نكن ننتظر ساعة الخلاص لأحرقنا كل شيء، والسلام من كل جنود الجهاد».
وتثبت هذه الرسالة الأبعاد، التي كانت تعبئ الدغباجي وأمثاله بروح المقاومة، وهي الأبعاد الوحدوية والجهادية الرافضة للإستغلال والظلم، وتعبر عن روح التحدي لقوة الإستعمار وبطشه. وقد نجح الدغباجي فعلا في إشعال معارك عديدة في الجنوب التونسي أهمها معركة «خنقة عيشة»، و«المحفورة»، وواقعة «المغذية» من ولاية صفاقس، والتي واجه فيها وهو في قلة من رفاقه قوات المستعمر تعد حوالي 300 نفرا، ونجا خلالها بمساعدة بني عمّه، مما جعل السلطة الإستعمارية تسلّط ضدّهم عقابا شديدا. وكذلك واقعة «الجلبانية»، التي كاد يسقط أثناءها ثانية بين أيدي القوات الإستعمارية وهو جريح.

## محاكمة الدغباجي
تمت محاكمة الدغباجي غيابيا يوم 27 أفريل 1921 والقضاء بإعدامه مع جمع من رفاقه، الذين التحقوا بالتراب الليبي، ولكن المستعمر الإيطالي لم يتأخروا في القبض عليهم وتسليمهم للسلطات الفرنسية.

## إعدامه
وفي غرّة مارس 1924 اقتيد البطل إلى ساحة سوق البلدة حيث أعدم. ويروى أنه رفض العصابة، التي تقدم بها نحوه ضابط فرنسي ليضعها على عينيه، رفضها ساخرا من الموت. ويروى أن زوجة أبيه زغردت لهذا المشهد، وهتفت عاليا، مباركة شجاعته والشرف الذي نالها منه، وأنه أجابها وهو يبتسم «لا تخشي علي يا أمي فإني لا أخاف رصاص الأعداء، ولا أجزع من الموت في سبيل عزّة وطني..الله أكبر ولله الحمد..»
وهكذا بقيت قصّة الدغباجي شفوية تتردد على الألسن:

## مواضيع ذات صلة
- الفلاقة
- مصباح الجربوع
- الأزهر الشرايطي